# Lorraine Huling Maynard
Lorraine Huling Maynard (19 de enero de 1897 – 15 de noviembre de 1971) fue una actriz de cine mudo y escritora estadounidense.

## Primeros años
Nacida en Oakesdale, Washington,[cita requerida] Maynard era hija del Mr y Mrs. C. Floyd Huling, y creció en Bennington, Vermont. Se divorciaron cuando Maynard tenía cinco años, y su madre trabajó en Chicago, Illinois, como enfermera y recepcionista para Edmund James Doering, que se convirtió en su amante, así como en una figura paterna para ella. Maynard asistió a escuelas públicas de Chicago y a un convento durante los primeros años de su educación; más tarde, su madre la internó en varios colegios de Estados Unidos y del extranjero. Maynard pasó varios veranos en Westbrook, Connecticut, con su abuela, Mary Elizabeth Lyman Simmons, y viajó con frecuencia al extranjero con su madre y Doering. Cuando Lorraine tenía 15 años, Florence puso fin a su relación con Doering y se casó con Charles Young, que bebía en exceso y se le insinuó a Lorraine al menos en una ocasión.

## Teatro y cine
Animada por su madre a subir al escenario, Maynard debutó en Broadway en 1913, interpretando el papel de "Doll" en Prunella; su éxito en esa producción le valió una oferta de contrato de la Famous Players Film Company. También en Broadway, apareció en Help Wanted (1914). Al año siguiente empezó a actuar en películas mudas producidas por la Thannhauser Company de New Rochelle, Nueva York. En 1915, mientras trabajaba como modelo en la ciudad de Nueva York, conoció a Richard Field Maynard, un retratista graduado en Harvard College. Entre ellos surgió una relación romántica, pero los padres de Richard se opusieron, preocupados por la diferencia de edad entre Richard (nacido en 1875) y Lorraine, y también por la carrera de Lorraine como actriz. La madre de Lorraine también se opuso a la unión y se trasladó a Hollywood, California, con su hija. Lorraine apareció en varias películas más, entre ellas King Lear, en la que interpretó a Cordelia,[cita requerida] y The Fall of a Nation, una respuesta a El nacimiento de una nación, de D.W. Griffith. (Las dos películas estaban basadas en libros del mismo autor, Thomas Dixon, que dirigió The Fall of a Nation). Lorraine y Richard mantuvieron correspondencia durante su separación y se casaron en 1917, cuando Lorraine se retiró de la pantalla. Tuvieron dos hijas, Sylvia y Beverly.

## Escritura
Poco después de casarse, Lorraine empezó a tomar clases de escritura creativa en la Universidad de Columbia. Varios de sus cuentos se publicaron en revistas infantiles; tanto en 1929 como en 1930, sus relatos se incluyeron en antologías de los "mejores" cuentos infantiles. También escribió los libros infantiles Twinkle Little Movie Star, que se basaba en sus conocimientos sobre Hollywood y el rodaje, y Dilly Was Different. En la década de 1930, Lorraine empezó a hacer terapia con David Seabury y se encariñó profundamente con él. Trabajó con él en sus libros, transcribiendo al menos uno en Braille, y él le proporcionó la introducción a su obra Genius in Chrysalis: Locked Doors on Greatness Within. El último libro de Lorraine, Bellevue, escrito con el Dr. Laurence Miscall, se publicó en 1940.

## Muerte
Richard Field Maynard murió de insuficiencia cardiaca en 1963 y Lorraine se suicidó de una sobredosis de barbitúricos en su casa de Old Greenwich, Connecticut, en 1971.

## Documentos
Los documentos de Maynard se conservan en la Harvard Library.

## Filmografía seleccionada
- The Unwelcome Mrs. Hatch (1914)
- The Straight Road (1914)
- The Dancing Girl (1915)
- Are You a Mason? (1915)
- His Wife (1915)
- The Fall of a Nation (1916)
- King Lear (1916)